# Hohburg
Hohburg este o comună din landul Saxonia, Germania. Se află la o altitudine de 120 m deasupra nivelului mării. Are o suprafață de 37,56 km².